# Boissise-le-Roi
Boissise-le-Roi település Franciaországban, Seine-et-Marne megyében. Lakosainak száma 3828 fő (2022. január 1.). Boissise-le-Roi Perthes, Pringy, Saint-Fargeau-Ponthierry, Saint-Sauveur-sur-École, Seine-Port, Villiers-en-Bière, Boissise-la-Bertrand és Dammarie-les-Lys községekkel határos.

## Népesség
A település népességének változása:
| Lakosok száma | 3776 | 3758 | 3835 | 3775 | 3768 | 3739 | 3712 | 3700 | 3828 |
|               | 2013 | 2015 | 2016 | 2017 | 2018 | 2019 | 2020 | 2021 | 2022 |